# Wereldkampioenschap handbal mannen 1967
Het 6de Wereldkampioenschap Handbal Mannen vond plaats van 12 tot 21 januari 1967 in Zweden. 16 teams namen deel aan de strijd om de wereldtitel.

## Voorronde

### Groep A
| Land        | Wed | W | G | V | DV | DT |     | Ptn |
| ----------- | --- | - | - | - | -- | -- | --- | --- |
| Joegoslavië | 3   | 3 | 0 | 0 | 69 | 45 | 24  | 6   |
| Zweden      | 3   | 2 | 0 | 1 | 62 | 53 | 9   | 4   |
| Polen       | 3   | 1 | 0 | 2 | 53 | 66 | -13 | 2   |
| Zwitserland | 3   | 0 | 0 | 3 | 45 | 65 | -20 | 0   |

| Zweden      | 26 – 16 | Polen       |
| Joegoslavië | 26 – 11 | Zwitserland |
| Zweden      | 19 – 16 | Zwitserland |
| Joegoslavië | 22 – 17 | Polen       |
| Joegoslavië | 21 – 17 | Zweden      |
| Polen       | 20 – 18 | Zwitserland |

### Groep B
| Land           | Wed | W | G | V | DV | DT |     | Ptn |
| -------------- | --- | - | - | - | -- | -- | --- | --- |
| West-Duitsland | 3   | 3 | 0 | 0 | 89 | 66 | 23  | 6   |
| Hongarije      | 3   | 2 | 0 | 1 | 68 | 65 | 3   | 4   |
| Japan          | 3   | 1 | 0 | 2 | 73 | 85 | -12 | 2   |
| Noorwegen      | 3   | 0 | 0 | 3 | 44 | 58 | -14 | 0   |

| West-Duitsland | 22 – 16 | Noorwegen |
| Hongarije      | 30 – 25 | Japan     |
| West-Duitsland | 38 – 27 | Japan     |
| Hongarije      | 15 – 11 | Noorwegen |
| West-Duitsland | 29 – 23 | Hongarije |
| Japan          | 21 – 17 | Noorwegen |

### Groep C
| Land                           | Wed | W | G | V | DV | DT |     | Ptn |
| ------------------------------ | --- | - | - | - | -- | -- | --- | --- |
| Roemenië                       | 3   | 2 | 1 | 0 | 56 | 30 | 26  | 5   |
| Sovjet-Unie                    | 3   | 2 | 0 | 1 | 63 | 41 | 22  | 4   |
| Duitse Democratische Republiek | 3   | 1 | 1 | 1 | 68 | 42 | 26  | 3   |
| Canada                         | 3   | 0 | 0 | 3 | 18 | 92 | -74 | 0   |

| Roemenië                       | 14 – 14 | Duitse Democratische Republiek |
| Sovjet-Unie                    | 28 – 9  | Canada                         |
| Sovjet-Unie                    | 22 – 17 | Duitse Democratische Republiek |
| Roemenië                       | 27 – 3  | Canada                         |
| Roemenië                       | 15 – 13 | Sovjet-Unie                    |
| Duitse Democratische Republiek | 37 – 6  | Canada                         |

### Groep D
| Land              | Wed | W | G | V | DV | DT |     | Ptn |
| ----------------- | --- | - | - | - | -- | -- | --- | --- |
| Tsjecho-Slowakije | 3   | 3 | 0 | 0 | 72 | 34 | 38  | 6   |
| Denemarken        | 3   | 2 | 0 | 1 | 50 | 38 | 12  | 4   |
| Frankrijk         | 3   | 1 | 0 | 2 | 34 | 41 | -7  | 2   |
| Tunesië           | 3   | 0 | 0 | 3 | 23 | 66 | -43 | 0   |

| Tsjecho-Slowakije | 25 – 10 | Frankrijk  |
| Denemarken        | 27 – 6  | Tunesië    |
| Tsjecho-Slowakije | 23 – 10 | Tunesië    |
| Denemarken        | 9 – 8   | Frankrijk  |
| Tsjecho-Slowakije | 24 – 14 | Denemarken |
| Frankrijk         | 16 – 7  | Tunesië    |

## Kwartfinales
| Denemarken        | 14 – 13 | Joegoslavië    |
| Sovjet-Unie       | 19 – 16 | West-Duitsland |
| Tsjecho-Slowakije | 18 – 11 | Zweden         |
| Roemenië          | 20 – 19 | Hongarije      |

## 5de/8ste plaats
| West-Duitsland | 31 – 30 | Joegoslavië |
| Zweden         | 21 – 19 | Hongarije   |

## Halve finales
| Tsjecho-Slowakije | 19 – 17 | Roemenië    |
| Denemarken        | 17 – 12 | Sovjet-Unie |

## 7de/8ste plaats
| Joegoslavië | 24 – 20 | Hongarije |

## 5de/6de plaats
| Zweden | 24 – 22 | West-Duitsland |

## Bronzen finale
| Roemenië | 21 – 19 | Sovjet-Unie |

## Finale
| Tsjecho-Slowakije | 14 – 11 | Denemarken |

## Eindrangschikking
| Goud   | Tsjecho-Slowakije              |
| Zilver | Denemarken                     |
| Brons  | Roemenië                       |
| 4      | Sovjet-Unie                    |
| 5      | Zweden                         |
| 6      | West-Duitsland                 |
| 7      | Joegoslavië                    |
| 8      | Hongarije                      |
| 9      | Frankrijk                      |
| 9      | Japan                          |
| 9      | Duitse Democratische Republiek |
| 9      | Polen                          |
| 13     | Canada                         |
| 13     | Noorwegen                      |
| 13     | Tunesië                        |
| 13     | Zwitserland                    |

1938 ·
1954 ·
1958 ·
1961 ·
1964 ·
1967 ·
1970 ·
1974 ·
1978 ·
1982 ·
1986 ·
1990 ·
1993 ·
1995 · 
1997 · 
1999 · 
2001 · 
2003 · 
2005 · 
2007 · 
2009 · 
2011 · 
2013 · 
2015 · 
2017 · 
2019 · 
2021 · 
2023